# Jonathan Kite
Jonathan Kite es un actor, cómico e imitador estadounidense.  Es más conocido por interpretar a Oleg Golishevsky en la comedia de la CBS 2 Broke Girls.

## Vida y carrera
Kite creció en Skokie, Illinois, hijo de Lynn y David Kite. Asistió al Old Orchard Junior High y al Niles North High School. Tiene un Grado en Magisterio por la University of Illinois at Urbana–Champaign.
Desde 2011, Kite ha coprotagonizado el sitcom de la CBS 2 Broke Girls, interpretando el papel de Oleg Golishevsky, el raro cocinero ucraniano que trabaja en el restaurante. Otros trabajos en televisión incluyen papeles de invitado en Raising Hope, Kickin' It, American Dad!, The Life & Times of Tim, In the Flow with Affion Crockett, y Wizards of Waverly Place. Además, ha aparecido en anuncios deportivos tales como los de AT&T y Muscle Milk.
Como monologuista, Kite es conocido por sus imitaciones, pudiendo llegar a imitar a casi 50 famosos que incluyen Vince Vaughn, Tom Hanks, Robert Downey Jr., Seth Rogen, Mark Wahlberg, y Liam Neeson.
A finales del año 2020 interpretó a Pavel en el videojuego Grand Theft Auto V como parte del  DLC The Cayo Perico Heist 